# Turks honkbalteam

De Turkse vlag.

Het Turks honkbalteam is het nationale honkbalteam van Turkije. Het team vertegenwoordigt Turkije tijdens internationale wedstrijden. Het Turks honkbalteam sloot zich in 2001 aan bij de Europese Honkbalfederatie (CEB), de continentale bond voor Europa van de IBAF. De manager is de Turk Şahin Kömürcü.

## Kampioenschappen

### Europees kampioenschap onder-12
Turkije nam één keer deel aan het Europees kampioenschap honkbal onder-12. De negende plaats werd behaald.
| Editie    | 2009 |
| Prestatie | 9e   |